# District de Xiangcheng (Suzhou)
Pour les articles homonymes, voir Xiangcheng (homonymie).
Le district de Xiangcheng (相城区 ; pinyin : Xiàngchéng Qū) est une subdivision administrative de la province du Jiangsu en Chine. Il est placé sous la juridiction de la ville-préfecture de Suzhou.